# Élevage bovin aux États-Unis

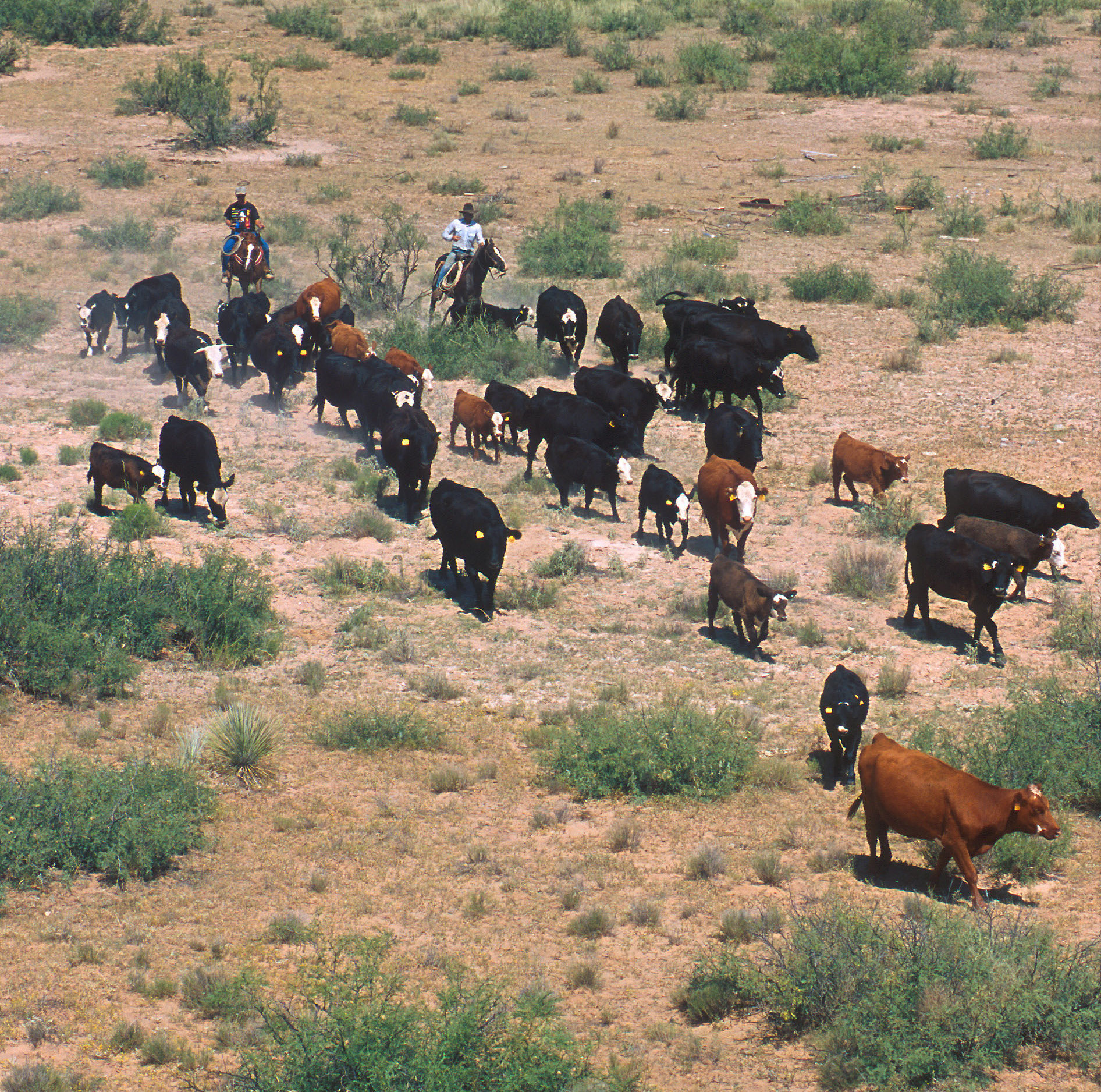
Le travail des cowboys

L'élevage bovin aux États-Unis occupe une surface importante des terres agricoles.

## Origine et histoire

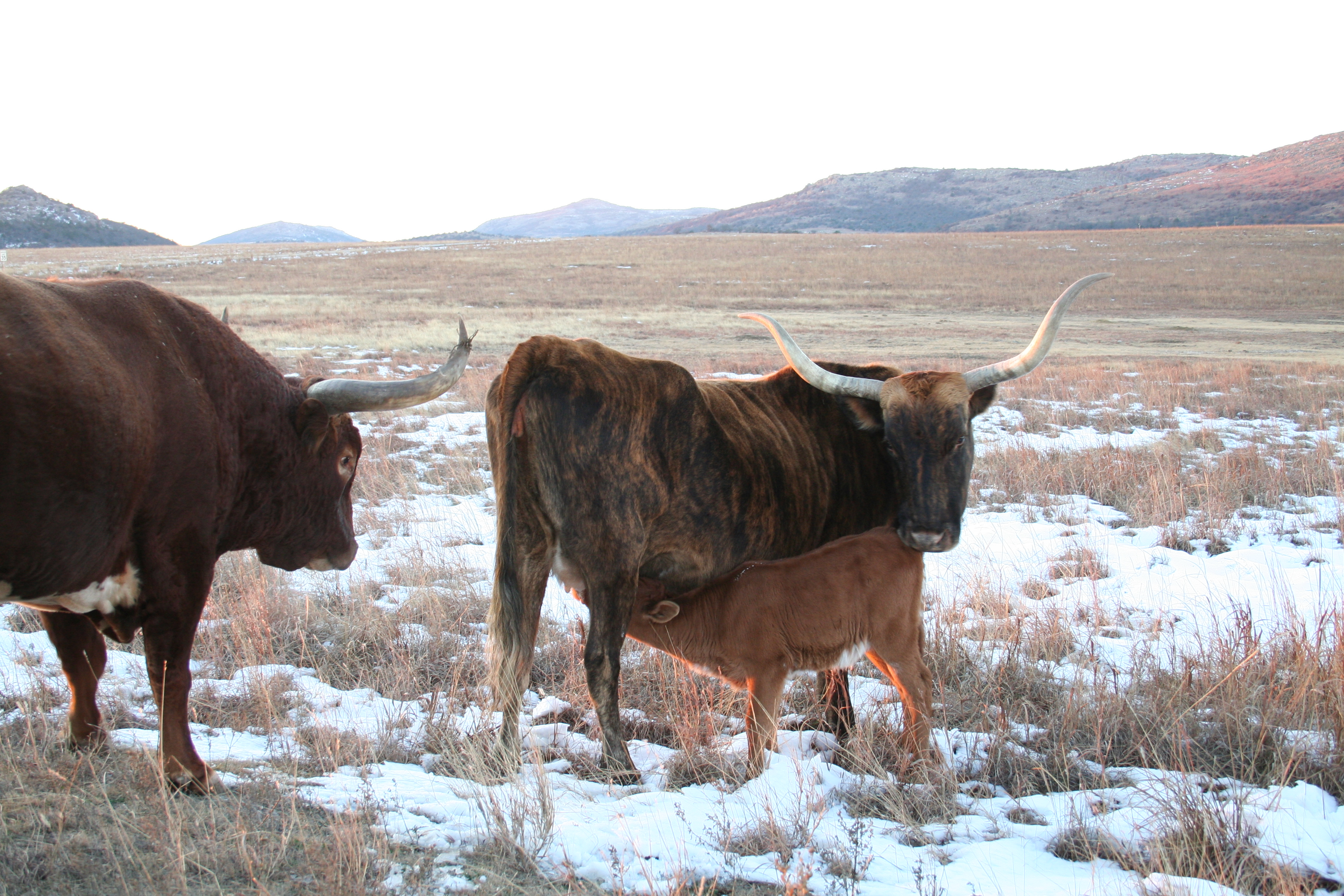
Les Texas longhorns supportent le plein air par tous temps

### Introduction de Bos taurus en Amérique
L'espèce Bos taurus n'existait pas à l'état naturel en Amérique. L'arrivée des premiers individus s'est faite au Mexique et au Pérou, par les conquistadores : ils ont donné essentiellement des races à viande (races du Rameau ibérique et du rameau blond et rouge). Une seconde vague a eu lieu au Canada et aux États-Unis, donnant des races à viande et laitières (races du rameau Celtique, du Rameau sans cornes et du rameau des Races bovines du littoral de la mer du Nord).
À partir de ces arrivées, des races locales ont été sélectionnées et croisées entre elles, donnant des races typiques. L'importation d'un grand nombre de races européennes a donné une variété immense de races. Certains ranchs travaillent avec une race créée sur place par leurs ancêtres. Ils ont parfois donné le nom du ranch à leur race.

### Élevage à viande

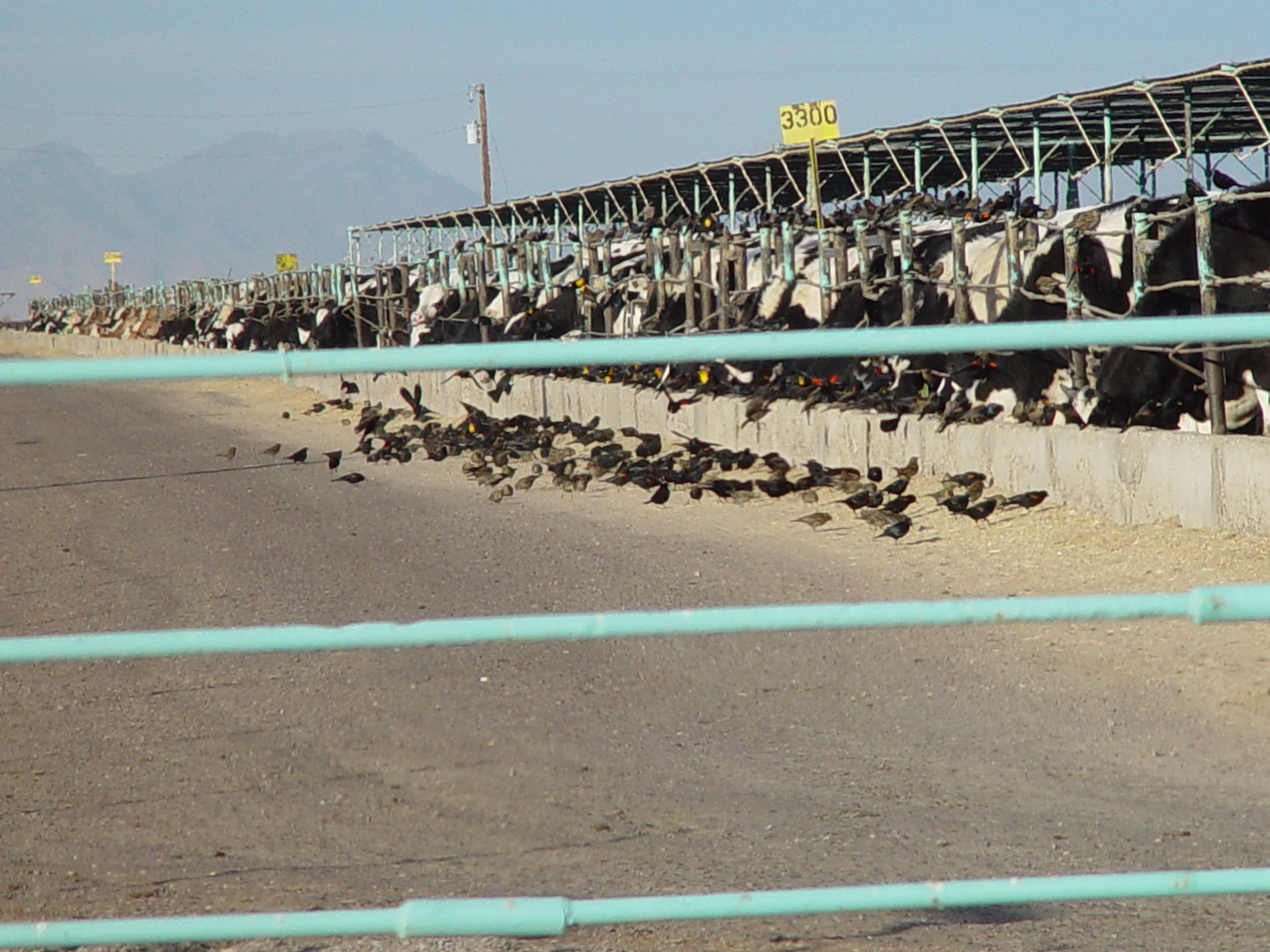
Feed lot

L'élevage à viande reste longtemps extensif. C'est l'époque des grands troupeaux guidés par les cow-boys, avec des races aptes à s'engraisser entre le ranch d'origine et l'abattoir situé à plusieurs centaines de kilomètres de là. Depuis le XXe siècle, des races européennes plus productives ont été introduites, ainsi que des races de zébus africaines et indiennes : elles ont contribué à améliorer l'adaptation à la chaleur et la résistance aux parasites.
C'est également le pays qui a inventé les feed lots. 
Actuellement, la tendance est de produire une viande plus maigre. Pour cela, on privilégie les races françaises au détriment des britanniques et on a introduit des races mixtes aptes à nourrir leurs veaux plus longtemps et intensivement.

### Élevage laitier

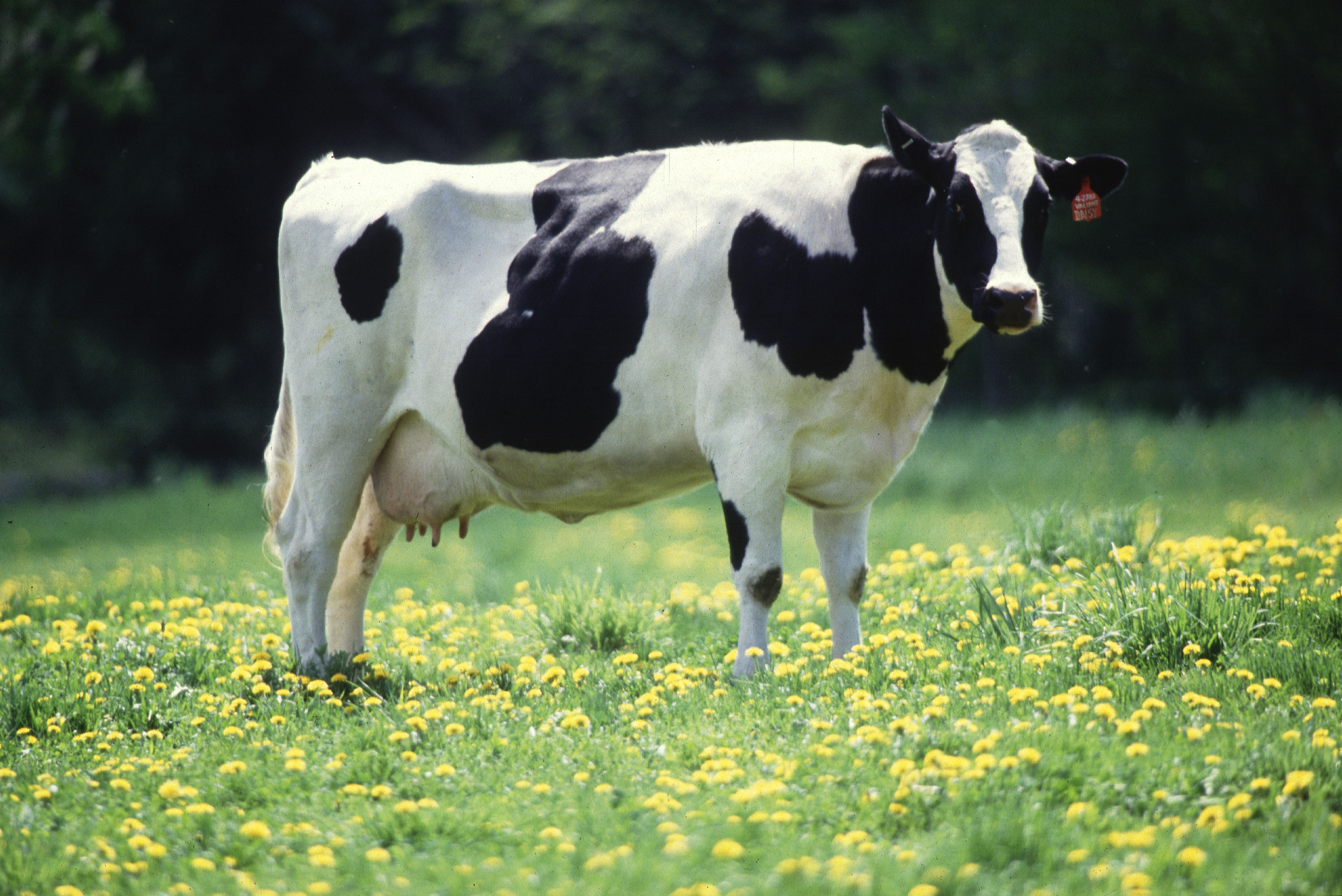
Vache holstein

L'élevage laitier a été très tôt tourné vers l'intensification. Le travail de sélection mené en parallèle avec les croisements a permis de faire des gains de productivité énormes. Ce sont les races les plus productives au monde. Cette productivité est due aux quotas laitiers européens : la production étant limitée en quantité, l'élevage européen a fait le choix de l'amélioration de la qualité : taux de protéines et de matière grasse du lait, adaptabilité des races à plusieurs systèmes...). On assiste aujourd'hui à des échanges de semence de part et d'autre de l'océan Atlantique. Les races européennes sont aujourd'hui améliorées en productivité par de la semence américaine : cas de la Holstein ou de la Brown swiss et les races américaines viennent chercher la qualité des races européennes.
L'élevage laitier est principalement localisé dans le nord-est et nord-ouest du pays, dans une région de grasses prairies bien arrosées qui rappellent les mêmes conditions que l'Angleterre ou les Pays-Bas, créateurs de races très laitières.

## Races présentes

### Races d'origine européennes
- Bouchères : angus, blonde d'Aquitaine, charolaise, Chianina, hereford, limousine, simmental, shorthorn...
- Laitières : ayrshire, jersiaise, holstein, American red holstein...

### Races créées aux États-Unis

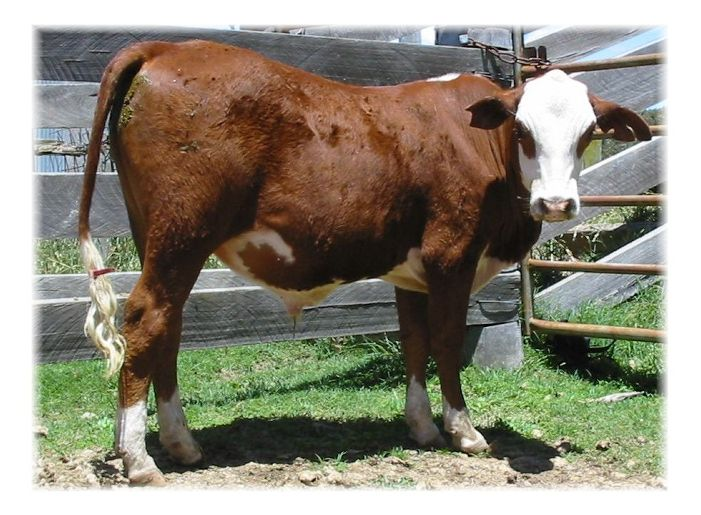
Taureau braford

- Bouchères : Amerifax, Beefmaster, Braford, Brahmousin, BueLingo, Santa Gertrudis, Texas Longhorn...
- Laitières : Brown Swiss, Lineback, Randall...